# 네팔 공산당 (2018년)
네팔 공산당 (약칭 NCP)은 네팔의 정당이자 현재 여당이다. 2018년 5월 17일 좌익 정당인 네팔 공산당 (통합 마르크스-레닌주의)과 네팔 공산당 (마오주의 센터)의 합당으로 설립되었다. 두 당간의 합당은 약 8개월간의 계획을 거쳐 당 통일 조정위원회에 의해 최종 결정되었다. 합당 후에도 네팔 공산당 (통합 마르크스-레닌주의)의 상징인 '태양'을 계속 사용하고 있다.
2020년 의회 해산 이후 당내 파벌 분쟁이 발생했고 2021년에는 네팔 최고법원이 "네팔 공산당"이라는 당명이 2013년 이미 창당된 네팔 공산당 (2013년)과 중복되므로 소급하여 무효라는 판결을 내리며 법적으로 해산되었다.

## 배경 정보
2017년 10월 3일 네팔 공산당 (통합 마르크스-레닌주의)과 네팔 공산당 (마오주의 센터)은 나야 샤크티 나야 샤크티당과 함께 곧 입법 및 지방 선거를 위한 연합을 발표했다. 3 개 당은 선거 이후 통일 계획을 발표하고 통일 조정위원회를 구성했다. 2017년 10월 14일 나야 샤크티당 사국은 다른 두 당사자들과의 차이를 인용, 동맹을 떠났다. 나머지 2 개당 간의 동맹은 하원 의원과 7 개 지방 의회 중 6 개석에서 과반수 의석을 차지했다. 동맹은 국회에서 3 분의 2의 찬성을 얻었다. 두 당의 합병은 원래 1949년 네팔 최초의 공산당 조직과 동시에 2018년 4월 22일에 예정되어 있었지만 통일은 남아있는 문제를 정리할 시간이 충분하지 않아 연기되었다.